# Champagnerrenette

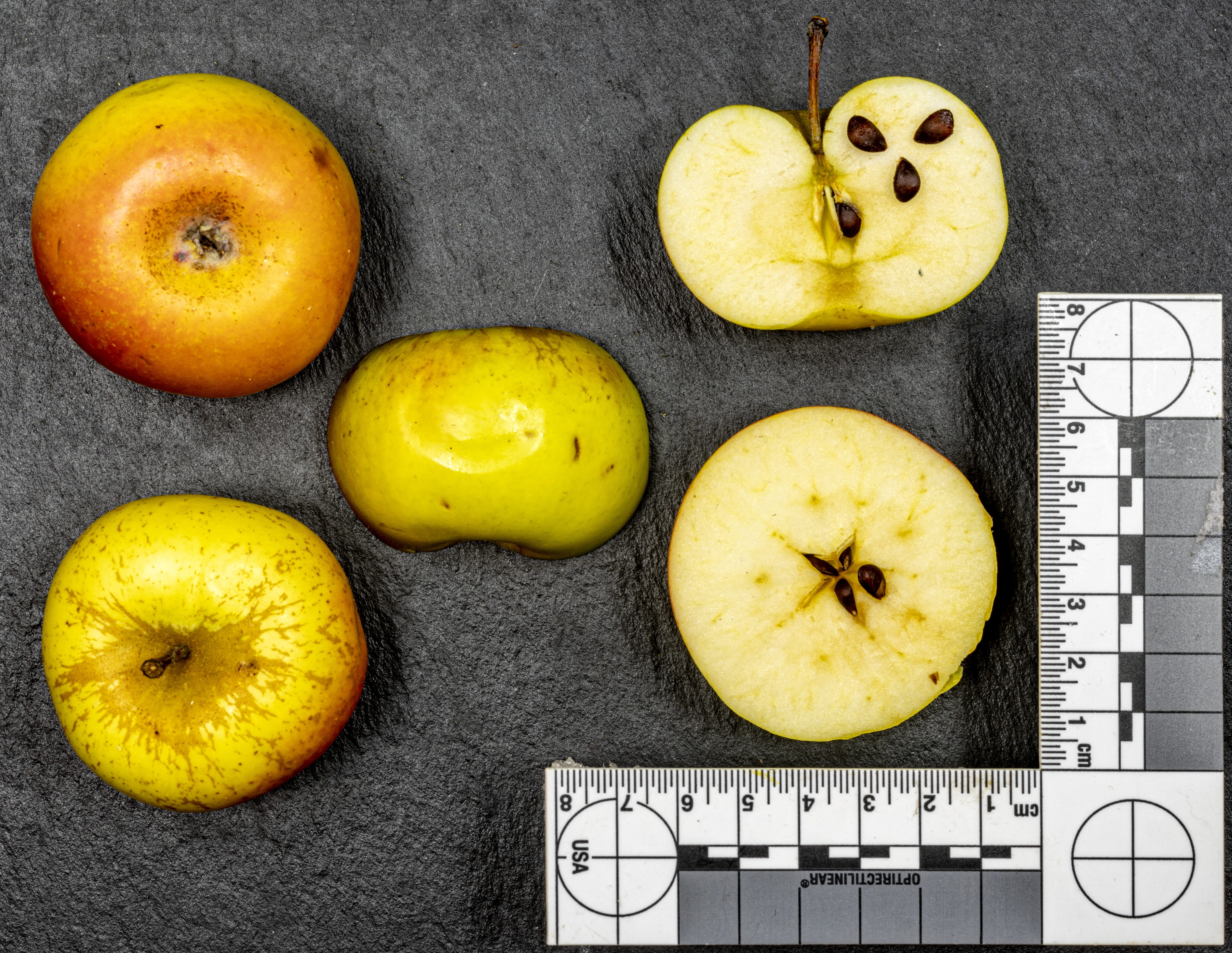
Ansicht der Frucht

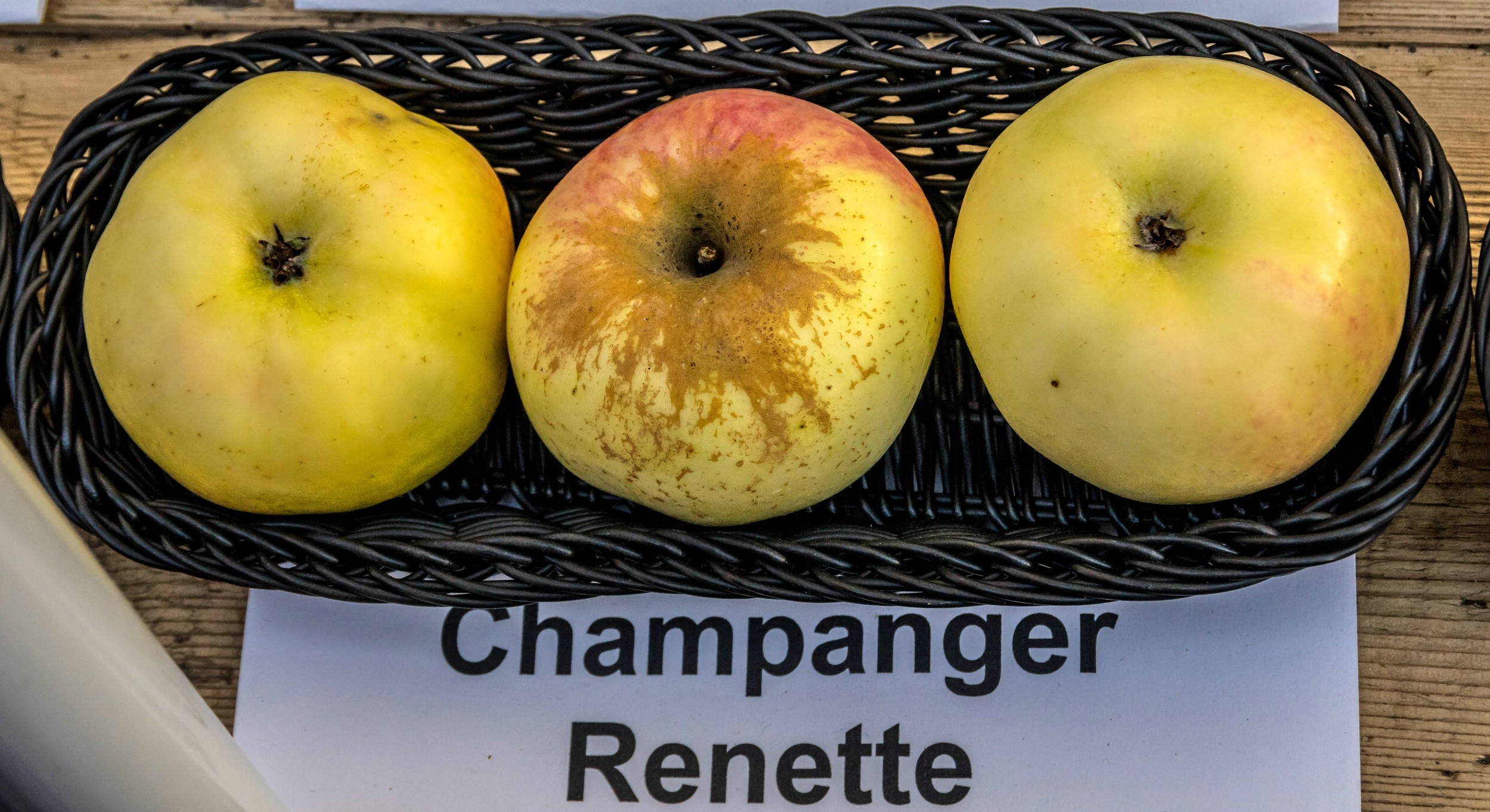
Ansicht der Frucht

Die Champagnerrenette oder Champagner Renette (auch Glatte Gelbe Renette) ist eine Sorte des Kulturapfels. Sie ist diploid, ihre Schale glatt, fettig, grüngelblich bis wachsgelb, orange bis blassrosa gefärbt. Der Geschmack ist säuerlich, wenig süß und schwach gewürzt.

## Abstammung und Verbreitung
1770 fiel die Sorte als Zufallssämling in Frankreich auf und wurde zunächst in der Champagne kultiviert. Sie gelangte unter dem damaligen Handelsnamen Champagner oder als Fürstlicher Tafelapfel, Glasapfel, Glattapfel, Goldgranater (Bodensee), Herrenapfel, Jahrapfel, Käsapfel, Loskrieger (Württemberg), Mutterapfel, Rabenapfel, Reinette Blanche de Champagne, Rübenapfel, Schätzler, Silberapfel, Taffetapfel, Wachsapfel, Wachsrenette, Weinsäuerling, Weißer Kanadaapfel,  Weißer Zwiebelapfel, Welschweinling, Zweijährig und Zwiebelapfel auf den Markt. Allerdings konnte sie sich nur in Süddeutschland und Österreich etablieren. Adrian Diel erwähnte sie im Jahre 1799 als „Loskrieger“. Unter diesem Namen ist sie teilweise noch in Süddeutschland bekannt. 1857 wurde sie auf der zweiten Versammlung deutscher Pomologen zu Gotha zum allgemeinen Anbau empfohlen und ist seitdem weiter verbreitet. Im 19. Jahrhundert wurde sie fast im gesamten Kaisertum Österreich angebaut.
Die Sorte 'Champagnerrenette' ist aktuell auf der Roten Liste der gefährdeten einheimischen Nutzpflanzen in Deutschland aufgeführt. Diese Rote Liste umfasst alle Artengruppen von einheimischen Nutzpflanzen und deren Sorten, Landsorten und Varietäten, die in Deutschland an lokale Bedingungen angepasst und von Bedeutung waren.

## Anbau
Die Champagnerrenette gedeiht in jedem Boden gleich gut. Die Früchte sitzen fest und sind direkt vom Baum noch ungenießbar, sie eignet sich deshalb vorzüglich auch zur Bepflanzung von Wegen und Straßen. Nach Petzold ist die Sorte sehr windfest und wird, auch aufgrund ihrer guten Lagerfähigkeit, zum Verzehr ab März empfohlen.
Die Champagnerrenette ist mäßig bis stark anfällig für Schorf.

## Verwendung
Die Sorte eignet sich besonders zum Dörren und zur Mostbereitung und ist auch noch als Tafelobst verwendbar. Der Geschmack wird als saftig, angenehm weinsäuerlich und wenig zuckerartig beschrieben.
Die Lagerreife beginnt erst nach Neujahr und die Frucht hält sich bis in den Juni.

## Beschreibung der Sorte
Die 'Champagnerrenette' ist ein mittelgroßer Tafelapfel. Er hat eine typisch platte Form, bei einer Breite von ungefähr 65 mm und einer Höhe von 47 mm.
Die Kelchgrube ist offen, kleinblättrig und lange grün bleibend, mit fünf grünen Strahlen. Der Kelch selbst ist eingesenkt, mit feinen Falten, die in höckerartige Rippen übergehen. Der Stiel ist dünn und kurz, die Stielgrube weit und tief, etwas rotfarbig mit grünen Streifen berostet.
Die Grundfarbe ist ein blasses Grüngelb. Bei gut besonnten Früchten, ist die Sonnenseite nur schwach, blass-ockerfraben geflammt. Lentizellen sind sehr klein, grün- bis bräunlich.
Die 'Champagnerrenette' besitzt keinen besonderen Geruch und zeigt keine Welke. Das Fruchtfleisch riecht wenig, ist weiß, fest und saftig. Der Geschmack ist leicht säuerlich, kaum süß und schwach aromatisch (ähnlich einem überzeitigen Borsdorfer).
Das Kernhaus ist weit, sehr offen, bis fast an die Kelchhöhle. Die Sorte besitzt viele Kerne, mit etwas unvollkommener, unregelmäßiger Form.
Der Baum wächst verhalten, seine Triebe sind braunrot und mit Wolle besetzt. Er trägt jährlich, benötigt dafür aber einen sehr guten Boden und warme Lagen, hierbei wird er bevorzugt als Buschbaum verwendet.
Die Knospen sind klein, herzförmig, rot und anliegend. Die Blüte ist witterungs- und frostunempfindlich. Das Blatt ist mittelgroß, ovalrund und ungefähr 7,5 cm lang und 6,3 cm breit. Das dünne Blatt ist tief und scharf gezahnt, der Blattstiel ist dünn und ungefähr 2,5 cm lang.
Die Früchte können leicht mit den Sorten 'Uhlhorns Champagner Renette', 'Weißer Wintertaffetapfel', 'Minister von Hammerstein' und 'Auralia' verwechselt werden.

## Weiterzüchtungen
Auf die Champagnerrette geht vermutlich der Brettacher (oder Brettacher Sämling, Brettacher Gewürzapfel) zurück, als Zufallshybrid 1890 mit der Sorte Jacob Lebel. Der Brettacher ist gelblich bis weißlichgrün, er ist in Süddeutschland häufiger anzutreffen als die Champagner Renette. 